# Skydancer/Of Chaos and Eternal Night
Skydancer/Of Chaos and Eternal Night е албум на шведската мелодик дет метъл група Dark Tranquillity, издаден през 2000 г., който включва албумите Skydancer (1993) и Of Chaos and Eternal Night (EP, 1995).